# Calconiscellus gotscheensis
Calconiscellus gotscheensis é uma espécie de crustáceo da família Trichoniscidae.
É endémica da Eslovénia.